# Дриваст
Дриваст (лат. Drivastum, Drivastium, алб. Drishti) је древни  утврђени град и археолошки локалитет, који се налази у Скадарском округу, на сјеверу данашње Албаније. Остаци средњовјековног града налазе се на брду, на око 800 метара надморске висине. Утврђење је било четвороугаоног облика, са високим бедемима и кулама.

## Најстарији слојеви
На ширем подручју тврђаве Дриваст постоје вишеслојни археолошки налази из протоисторијског и античког периода. Шира околина града била је насељена  већ током илирског, а затим и током римског периода. То подручје је првобитно припадало римској провинцији Далмацији, а крајем 3. вијека ушло је у састав нове римске провинције Превалитане, која је приликом подјеле Римског царства (395) припала источној половини. Почетком 7. вијека, сва Превалитана била је опустошена од стране Авара и Словена, а многа античка мјеста су управо у то вријеме заспустјела.

## Византијски Дриваст
Након оснивања Драчке теме у 9. вијеку, византијска власт се почела ширити према сјеверу, тако да је до почетка 10. вијека обухватила оближњи град Љеш, а даље напредовање забиљежено је средином истог вијека, у вријеме настанка историографског списа De administrando imperio, када је Драчка тема поред Љеша већ увелико обухватала и градове Улцињ и Бар, на граници према српској кнежевини Дукљи.
До краја 10. вијека, византијска власт се проширила и на Дриваст, као и на нека друга оближња мјеста (Скадар и Пулат), у којима су почетком 11. вијека већ увелико постојале византисјке епсикопије, потчињене православној Драчкој митрополији, која је била под јурисдикцијом Цариградске патријаршије. Сама чињеница што је у Дривасту већ у то вријеме била заснована православна епископија свједочи о тадашњој не само војној, већ и политичкој важности града за нову византијску власт.
Током 11. и 12. вијека, у вријеме византијско-српских ратова на пограничним просторима између Драчке теме и Дукљанске кнежевине, град Дриваст је заједно са својом широм облашћу био поприште честих ратних дејстава. Тек око 1185. године, византијска власт је коначно протјерана од стране српског великог жупана Стефана Немање, који је том приликом ослободио многа мјеста међу којима је био и Дриваст, чиме је отпочело ново раздобље у историји тог града.

## У држави Немањића
Послије српско-угарских успјеха у борби против Византије и освајања Моравско-вардарске долине, Стефан Немања преноси акције у правцу Дукље и Далмације, па 1184- 1185. године, између осталих мјеста у Дукљи, осваја и Дриваст, прикључујући га Србији. У вријеме озваничења римокатоличке Барске надбискупије (1199), у њеном саставу се налазила и Дривастанска епархија. У средњовјековној Краљевини Србији, Дриваст добија значајнију улогу и интезивније се развија. Почевши од 1219. године, православно становништво из дривастанске области налазило се под јурисдикцијом новостворене Зетске епсикопије. Године 1242. након повратка из похода у Угарску и безуспјешне опсаде Улциња, Дриваст су опустошили Монголи. Тврђава је у саставу српске државе до краја XIV вијека.

## Дриваст Балшића и Млечана
Дриваст прелази у руке Балшића (1362. или 1363. године). Под османском уцјеном за давање слободе, 1392. године, град је од стране заробљеног господара Зете, Ђурђа II Страцимировића Балшића, предат Османлијама. Захваљујући малом броју градске војне посаде, Дриваст је октобра 1395. године освојен и враћен у оквире Зете. Годину дана касније, схвативши да га не може дуго држати ван домашаја Османлија, Ђурађ II је (поред Скадра са околином, Светог Срђа, острва Скадарског језера, територије лијеве стране Бојане до мора, тврђаве Шати и царине у Дању) споразумом од 14. априла 1396. и Дриваст са околином уступио Млечанима, уз годишњу провизију од 1000 дуката. Године 1399. у околини Дриваста је избила побуна против Венеције, због високих пореза, за које су нереде Млечани кривили и Ђурђа II. Схватајући стратегијски значај тврђаве и плодне околине скадарског краја, у мају 1419. године, нови господар Зете Балша III дјелимично заузима Дриваст, а млетачка посада (40 људи са начелником Ђакомом Корером) забарикадирала се у главном утврђењу. Послије дуже опсаде, крајем августа исте године, тврђава пада у руке Балше III. Након његове смрти (28. априла 1421), опуномоћеници Дриваста су својевољно предали град и тврђаву Млечанима (Ђакому Дандолу) 10. маја 1421. године.

## У саставу Српске деспотовине
Већ током августа 1421. године, ујак и наследник Балше III, српски деспот Стефан Лазаревић, стиже са војском у Зету и, између осталог, заузима и Дриваст. Познато је да је његов наследник, деспот Ђурађ Бранковић, у Дривасту имао свог војводу, Дивка Зауловића. У немилости код Турака, српски деспот се склонио у Угарску, а Велики босански војвода, Стефан Вукчић Косача, продором у Зету отпочиње борбу са Млечанима и осваја Бар 1442. У контраофанзиви, прије напада на Бар (који су држали људи вовјводе Косаче) преко Скадра је у освајање Дриваста Ђурђа Бранковића кренуо млетачки војвода, Данило Ђурић. Представници града су им без борбе уступили тврђаву 5. августа 1442. године. Најзаслужнијим за предају Дриваста, Млечани су сматрали угледног градског патриција Белација Унгара и војводу деспота, Дивка Зуловића (који им је и предао тврђаву).

## У Отоманској империји
Млетачки Дриваст је освојен од Османлија, септембра 1478. године.

## Остаци утврђења
Остаци ове тврђаве и данас постоје у региону Posrriba, село Дришти, шест километара од моста Меси и 15 км источно од Скадра. У њему се сачувао и траг грађевинске дјелатности из VIII или IX вијека: мала триконхонална црква (капела) испод самог града. По типу грађевине, поријекло јој је у сличним касноантичким црквицама VI вијека.